# Río Huiculunche
El río Huiculunche es un curso de agua que fluye en la Región de Antofagasta, Chile, en su sector nororiente y desemboca en el río Salado (Loa).

## Trayecto
Nace en las faldas del volcán Paniri y sigue su trayecto al sector nororiente y desemboca en el río Salado (Loa).

## Caudal y régimen
El caudal del río es escaso y seco

## Historia
Luis Risopatrón lo describe en su Diccionario Jeográfico de Chile en 1924 sobre las vegas del río:: 238 
Huiculunche (Vega de) 22° 16' 68° 22'. Tiene como 800 m de largo, revientan en ella algunas vertientes salobres, se estiende desde el estremo de la vega de Aiquina hácia el SW i remata en la márjen N del rio Salado. 2, 31, p. 170; i 134; arroyo en 156; i rio en 98, carta de San Román (1892); vega de Huicolunche en 116, p. 161; i Huiculuncho en 98, II, p. 528.

## Población, economía y ecología
En su trayecto se encuentra los baños de Turi